# Karczówka (województwo lubuskie)
Karczówka (niem. Kalkreuth) – wieś w Polsce położona w województwie lubuskim, w powiecie żagańskim, w gminie Brzeźnica.
W latach 1975–1998 miejscowość administracyjnie należała do województwa zielonogórskiego.

## Nazwa
W księdze łacińskiej Liber fundationis episcopatus Vratislaviensis (pol. Księga uposażeń biskupstwa wrocławskiego) spisanej za czasów biskupa Henryka z Wierzbna w latach 1295–1305 miejscowość wymieniona jest w zlatynizowanej formie Kalcruch.

## Zabytki
Do wojewódzkiego rejestru zabytków wpisany jest kościół filialny pod wezwaniem MB Bolesnej, z końca XVII wieku.

## Demografia
Liczba mieszkańców miejscowości w poszczególnych latach:
| Rok  | Ilość mieszkańców |
| ---- | ----------------- |
| 1998 | 181               |
| 2002 | 142               |
| 2009 | 150               |
| 2011 | 154               |
| 2021 | 142               |